# Waung (Boyolangu)
Waung is een bestuurslaag in het regentschap Tulungagung van de provincie Oost-Java, Indonesië. Waung telt 4359 inwoners (volkstelling 2010).